# Svijažsk
Svijažsk (rusky Свияжск, tatarsky Зөя) je obec v Zelenodolském rajónu ruského Tatarstánu. Rozkládá se na ostrově na soutoku Svijagy a Volhy.

## Historie
Podle Ilustrované kroniky Ivana Hrozného bylo město založeno 24. května 1551, kdy na vyvýšené místo na soutoku Svijagy a Volhy připlul kasimovský chán Šáh Alí spolu s ruským vojskem. Vykáceli les a za pouhé 4 týdny vystavěli opevněné město. To se stalo základnou ruských vojsk při obléhání Kazaně roku 1552. V tehdejší době byla údajně svijažská pevnost rozlehlejší než Novgorodský, Pskovský či dokonce Moskevský kreml.
Od roku 1719 byl Svijažsk centrem Svijažské provincie Kazaňské gubernie, později Svijažského újezdu.
Roku 1918 se stal Svijažsk dějištěm jedné z prvních sovětských represí, kdy byl na příkaz komisaře bolševické vlády Lva Trockého zastřelen každý desátý rudoarmějec na ostrově. Byl to trest za to, že tyto oddíly nedokázaly dobýt Kazaň, obsazenou československými legionáři.
V roce 1928 byla v prostorách svijažského kláštera Zesnutí přesvaté Bohorodice otevřena dětská pracovní komuna, roku 1936 přeměněná na nápravnou kolonii pro zpočátku 200 odsouzenců. V roce 1943 zde byli drženi také váleční zajatci. Mezi lety 1937 až 1948 ve svijažské věznici zahynulo více než 5 tisíc odsouzených. V letech 1953-1994 zde fungovala i psychiatrická léčebna.
Rozhodnutím Všeruského ústředního výkonného výboru byl Svijažsk roku 1932 zbaven statusu města. V důsledku výstavby Kujbyševské přehrady se roku 1957 octnul Svijažsk na ostrově. Až v roce 2008 byla dokončena hráz, která opět spojila Svijažsk s pevninou.
Na počátku 21. století došlo k rozsáhlé rekonstrukci historických objektů, začala být budována turistická infrastruktura, přístav, informační centrum aj.
Rusko usilovalo o zápis celého ostrova na seznam světového dědictví UNESCO, roku 2017 se ovšem podařilo prosadit pouze zápis kláštera Zesnutí přesvaté Bohorodice.

## Obyvatelstvo
| Vývoj počtu obyvatel | Vývoj počtu obyvatel | Vývoj počtu obyvatel | Vývoj počtu obyvatel | Vývoj počtu obyvatel | Vývoj počtu obyvatel | Vývoj počtu obyvatel | Vývoj počtu obyvatel |
| -------------------- | -------------------- | -------------------- | -------------------- | -------------------- | -------------------- | -------------------- | -------------------- |
| 1859                 | 1897                 | 1926                 | 2002                 | 2010                 | 2012                 | 2017                 |                      |
| 2 365                | 2 080                | 2 600                | 252                  | 252                  | 266                  | 243                  |                      |

## Pamětihodnosti
- Klášter Zesnutí přesvaté Bohorodice
- Klášter svatého Jana Křtitele
- Klášter svaté Trojice
- Pomník obětem politických represí

## Galerie

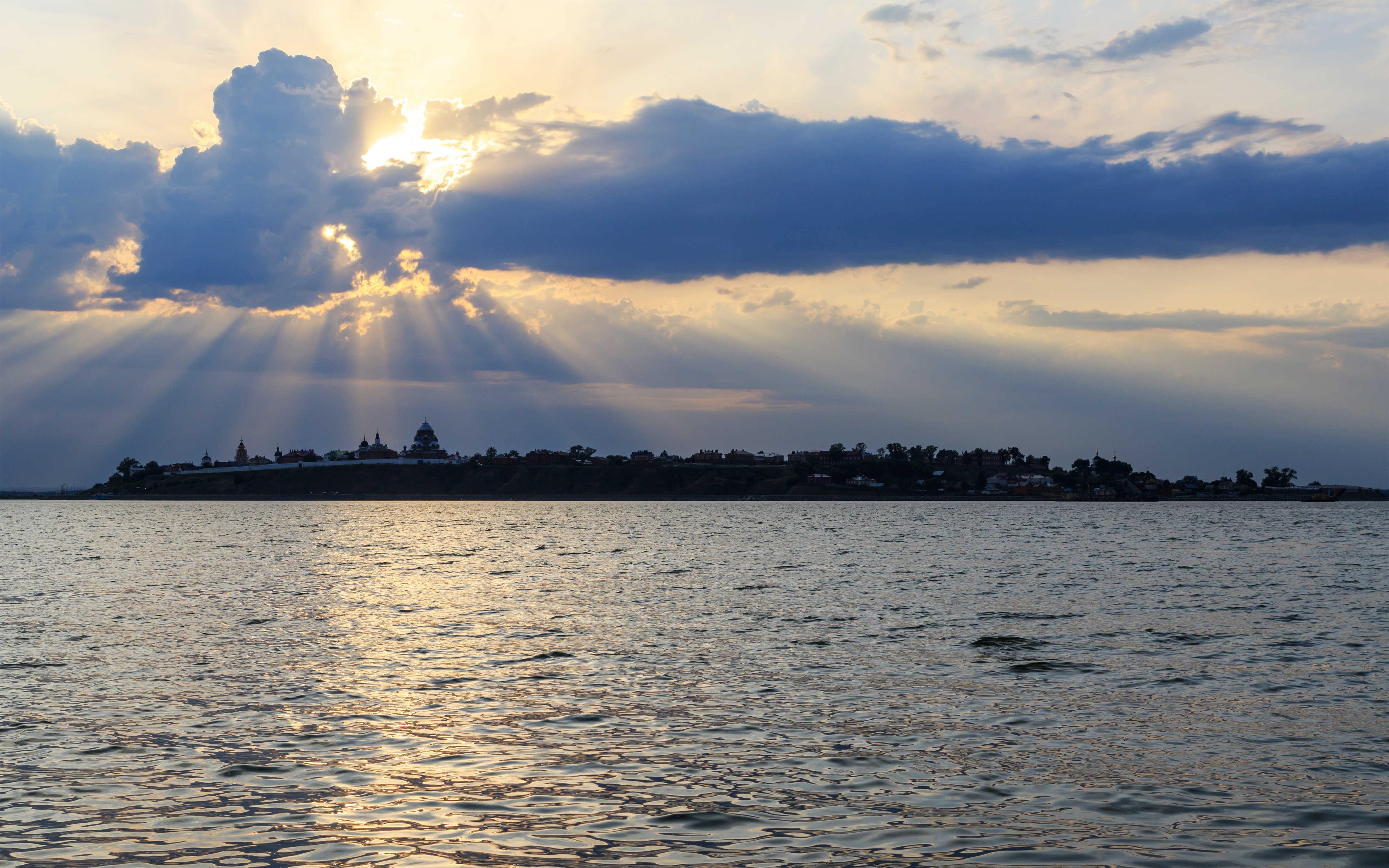
Pohled z řeky
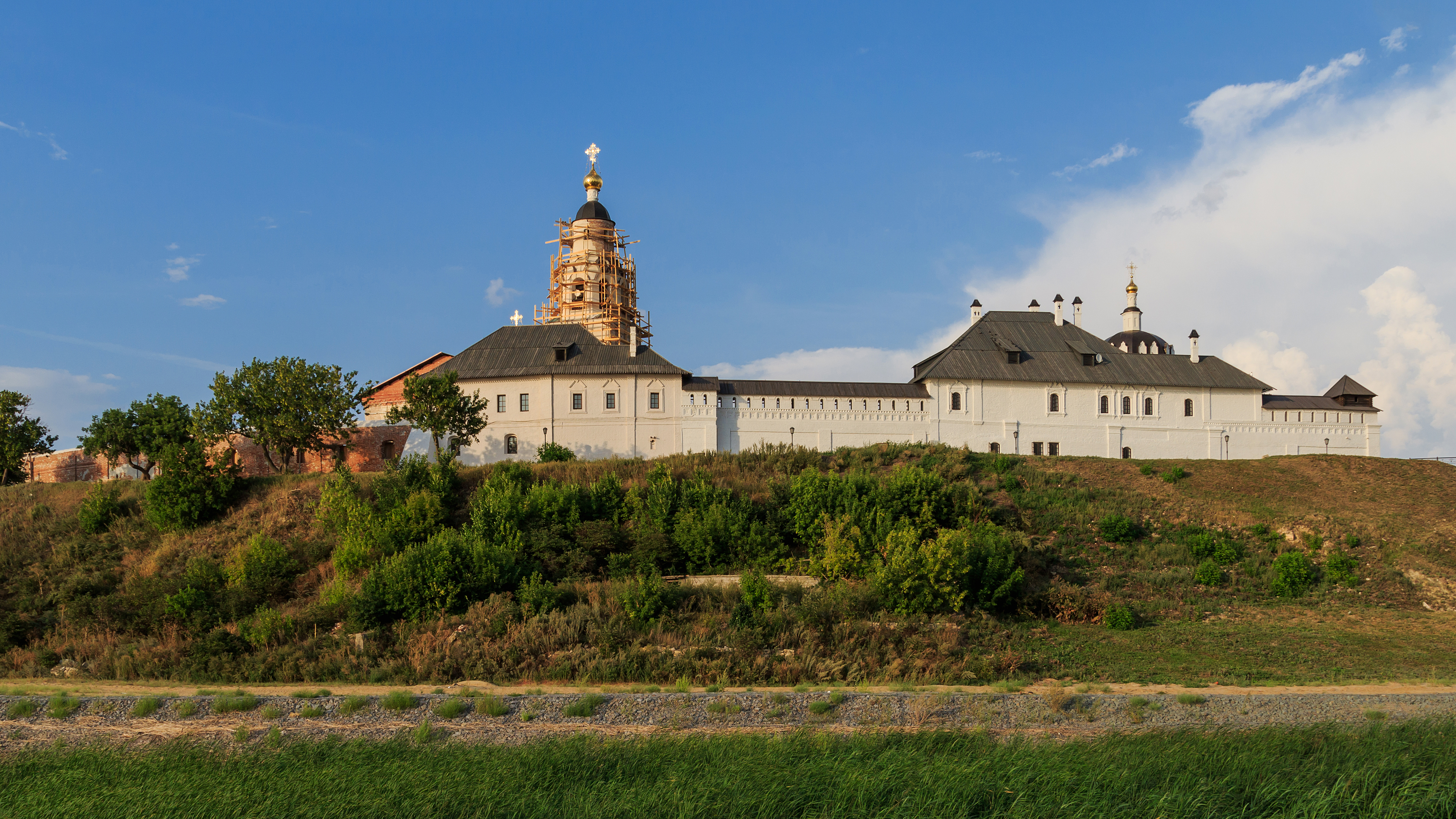
Klášter Zesnutí přesvaté Bohorodice (16. stol.)
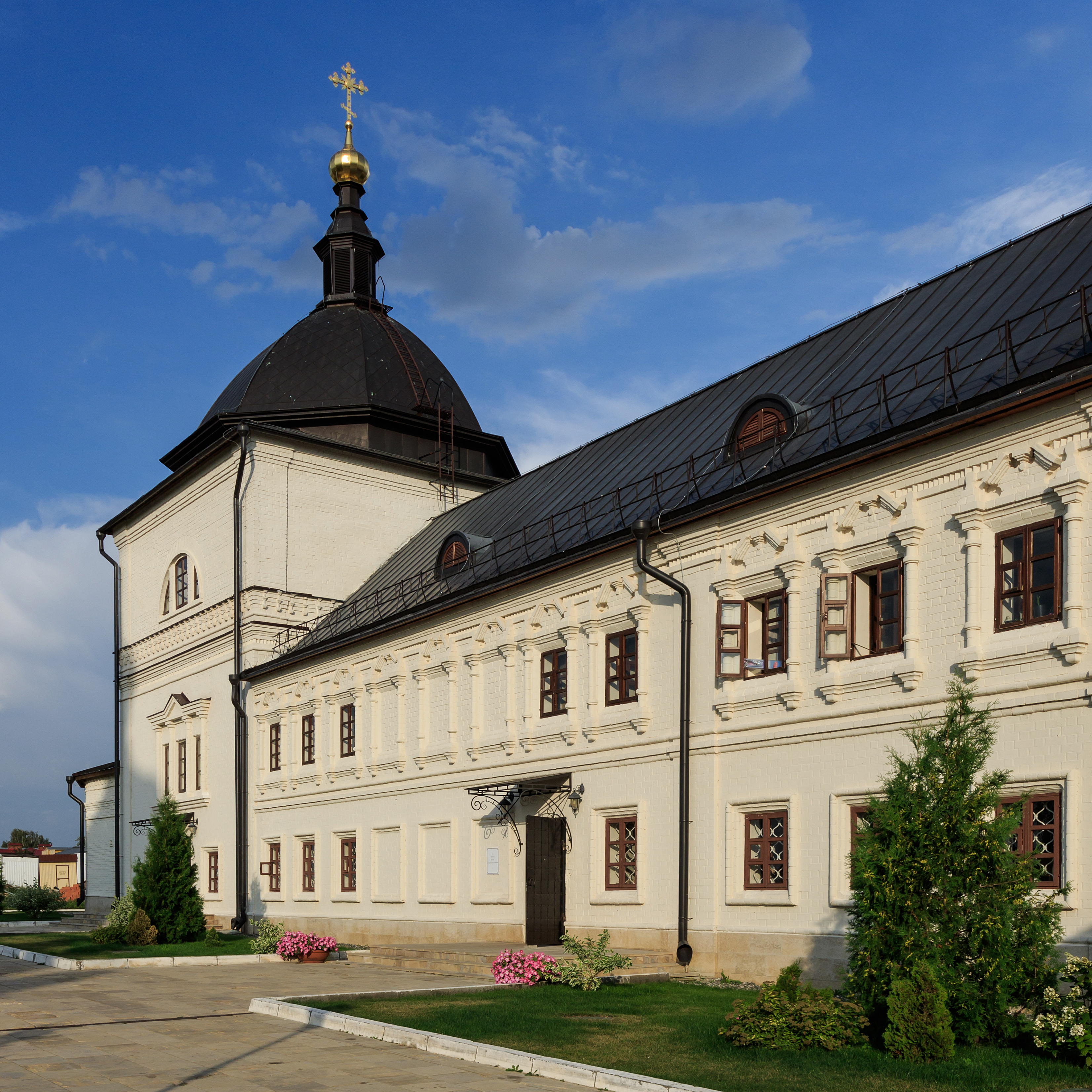
Klášter Zesnutí (Uspenskij)
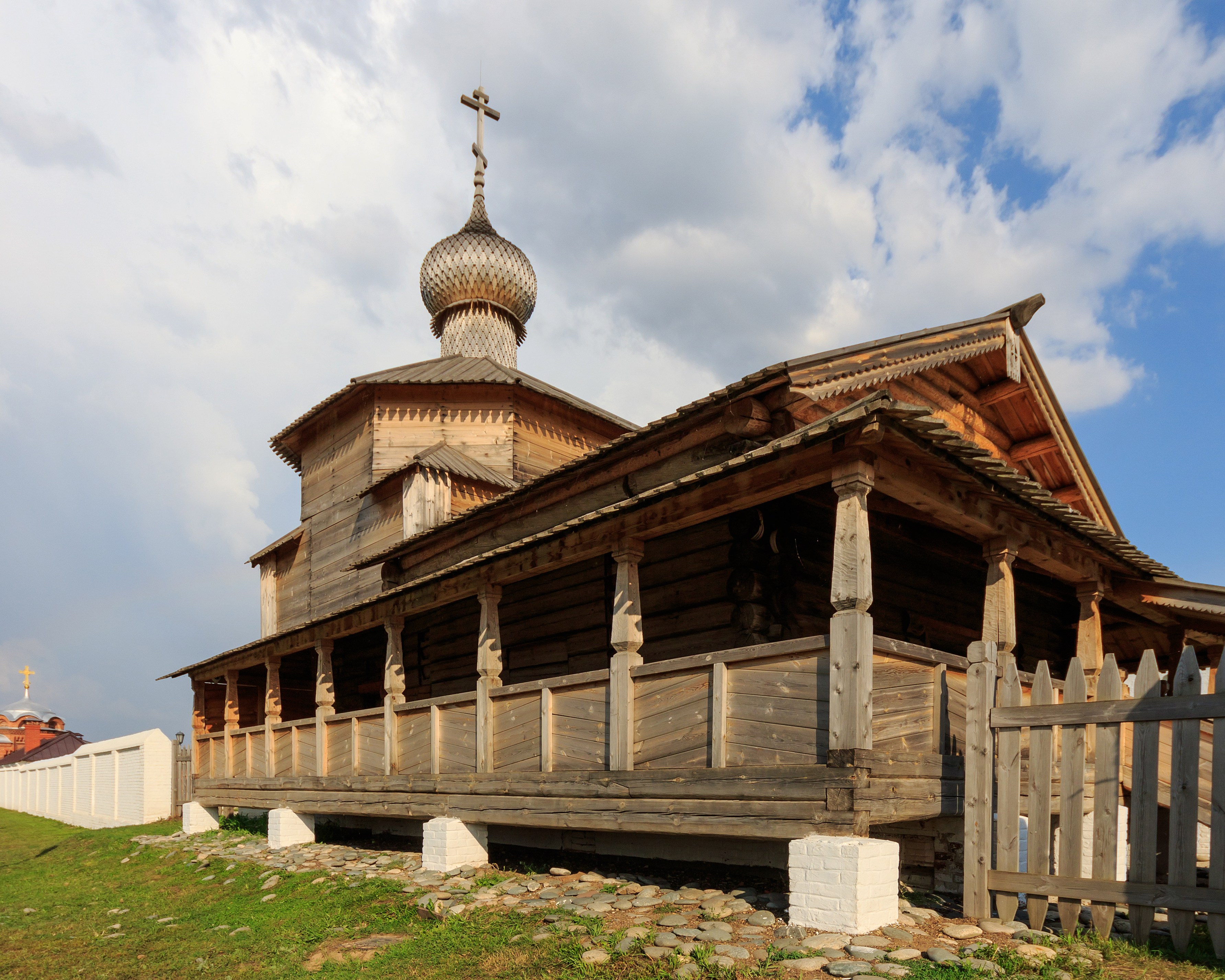
Chrám sv. Trojice (1551)
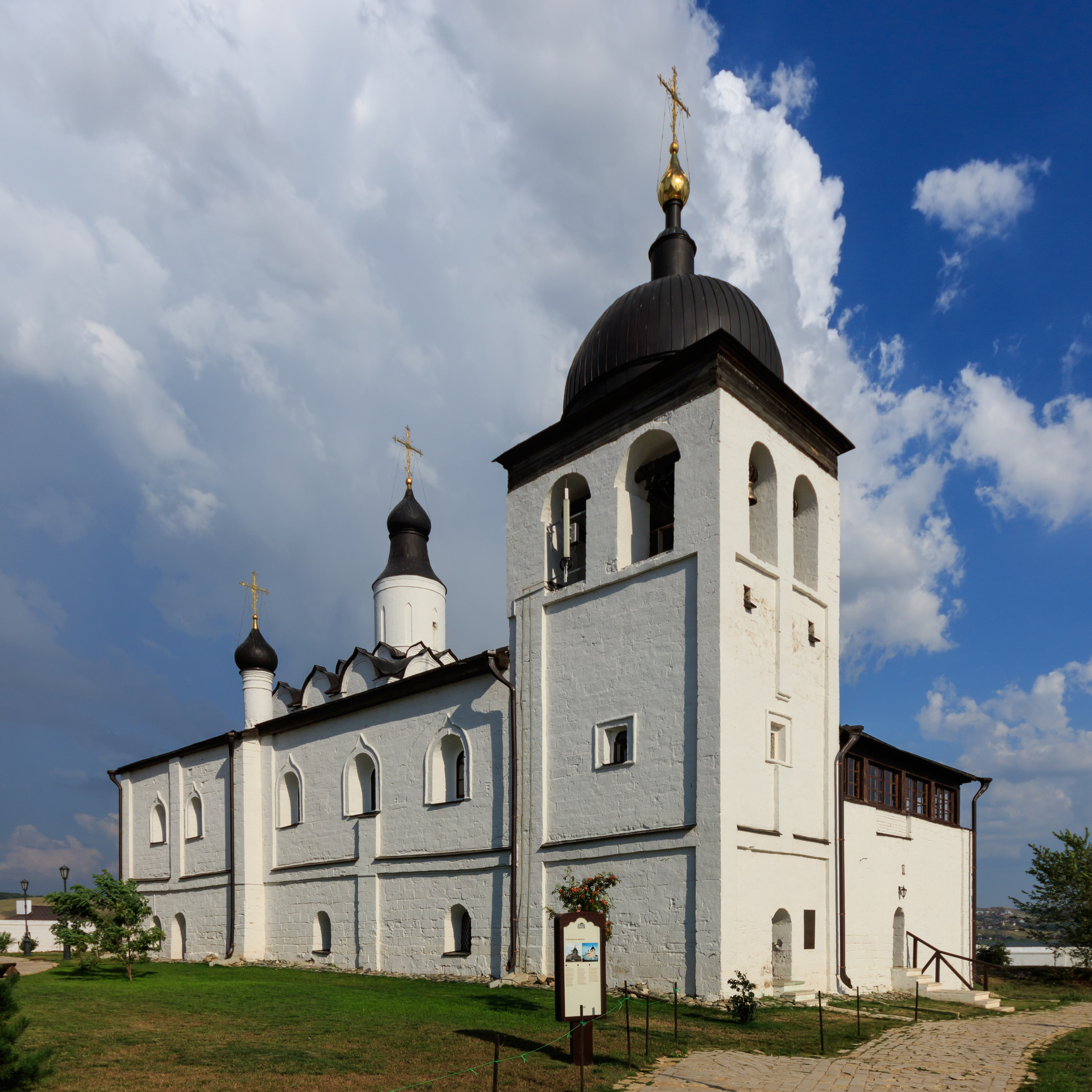
Chrám sv. Sergeje (přelom 16. a 17. stol.)
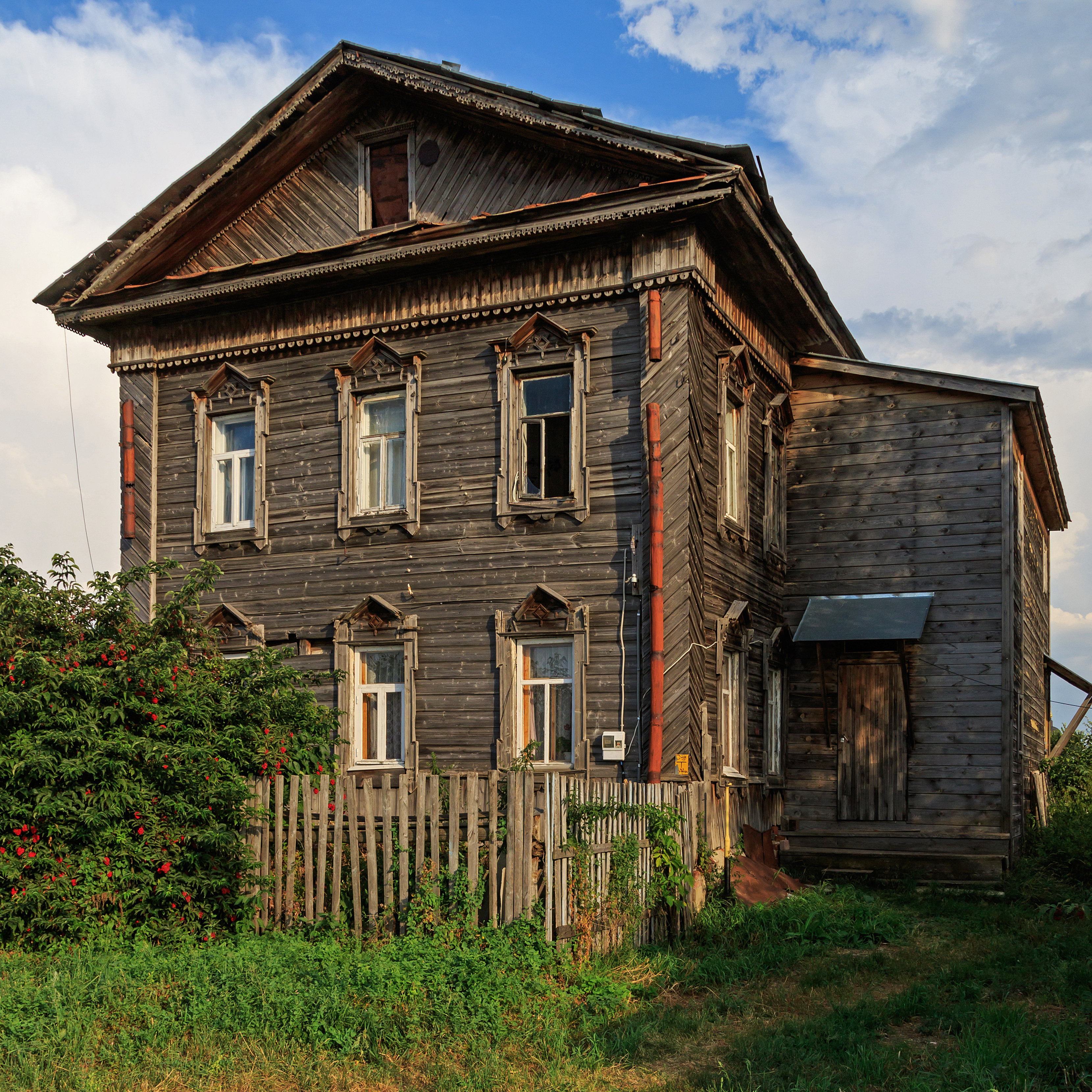
Dřevěný dům, ulice Nikolskaja
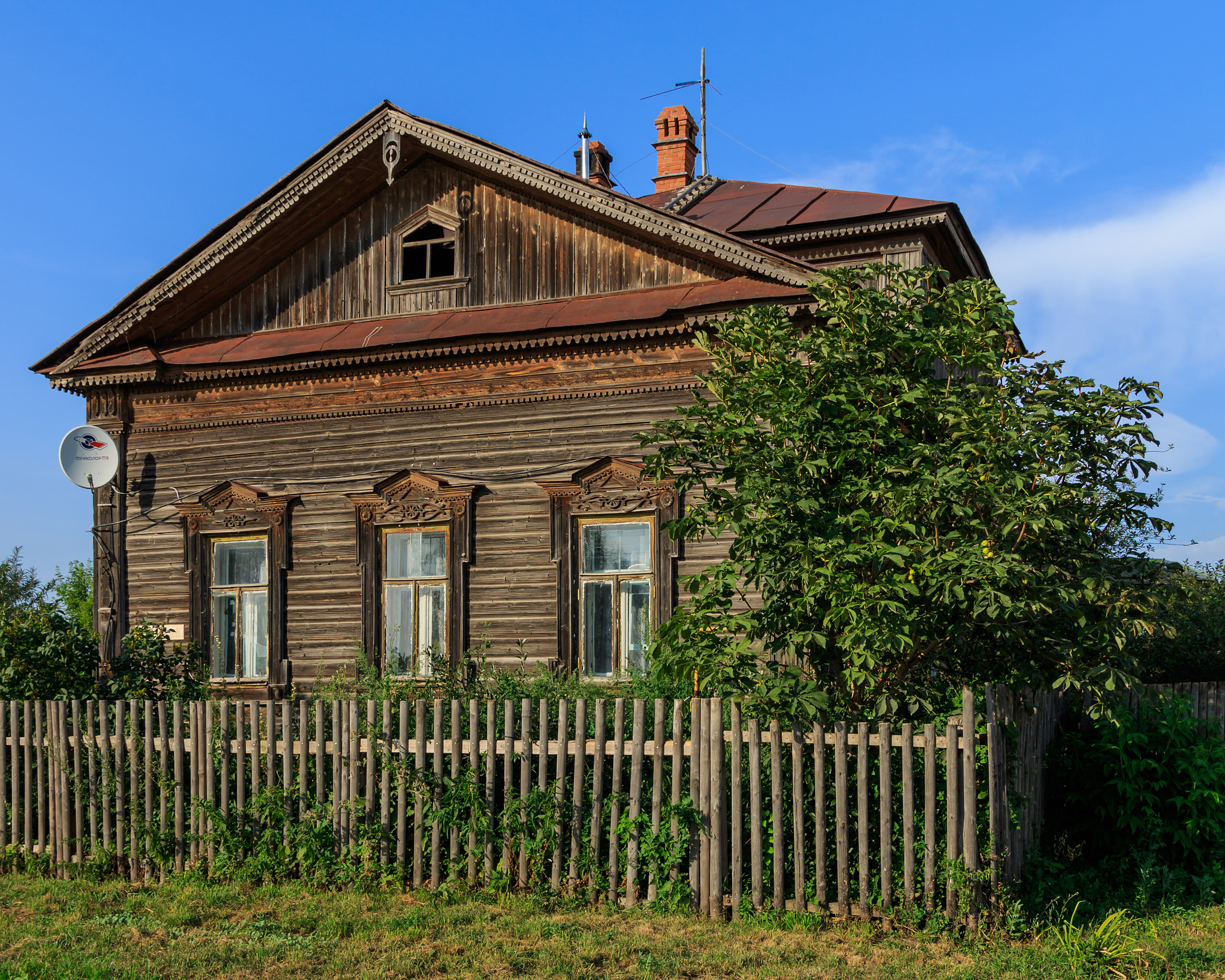
Dřevěný dům
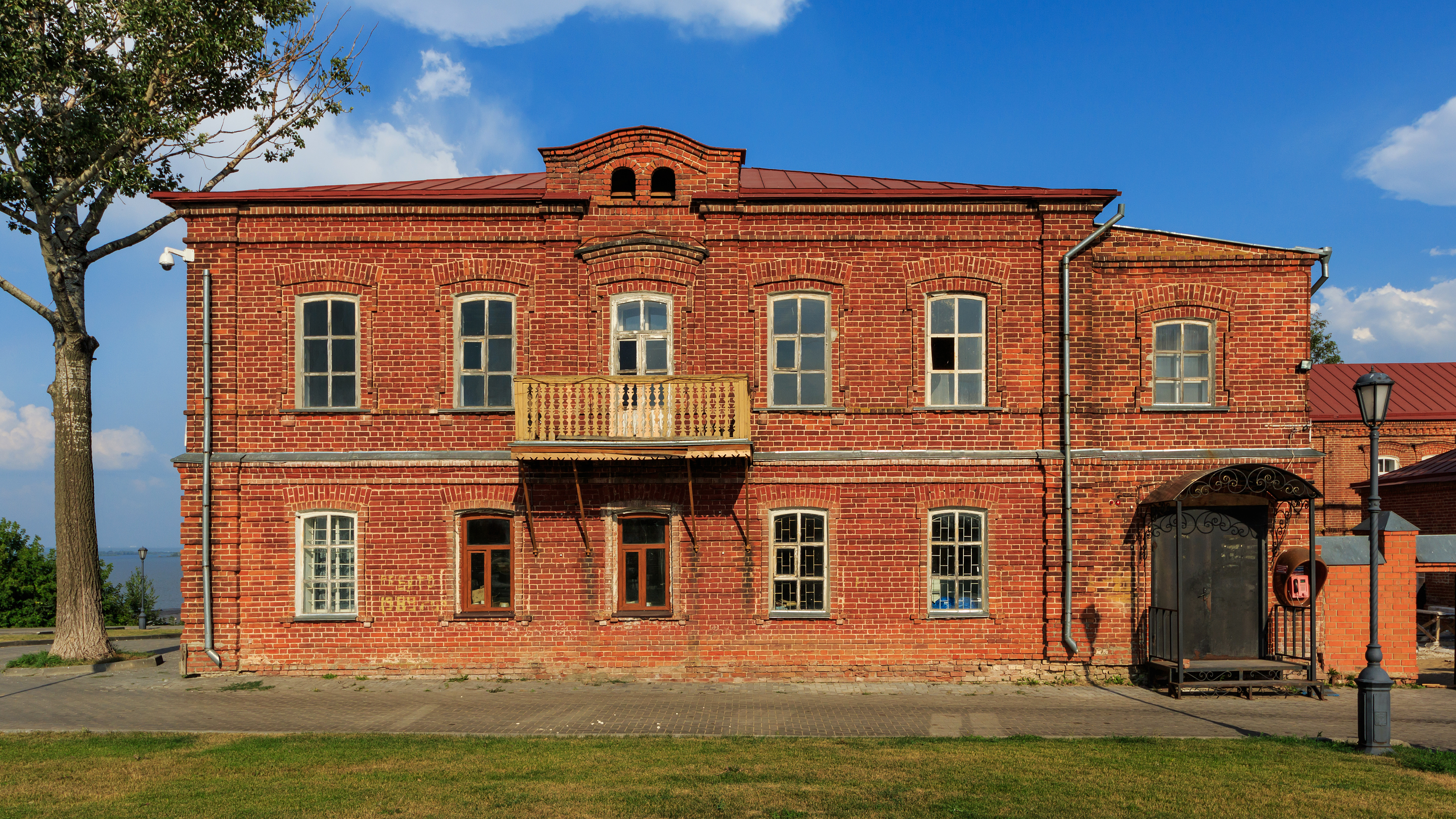
Budova na Rožděstvenském náměstí
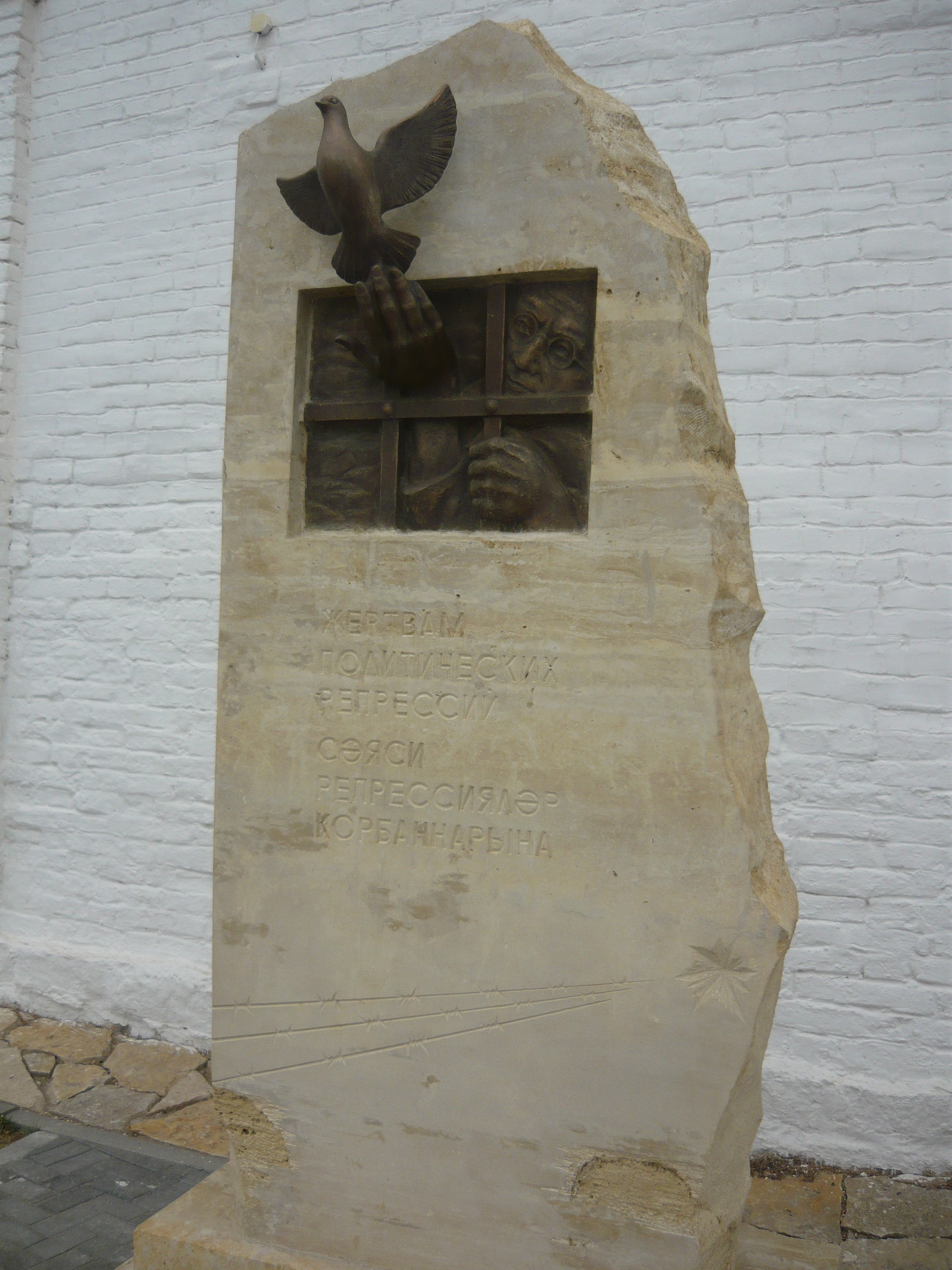
Pomník obětem politických represí